# Saint-Jacques (Alpes da Alta Provença)
Saint-Jacques é uma comuna francesa na região administrativa da Provença-Alpes-Costa Azul, no departamento dos Alpes da Alta Provença. Estende-se por uma área de 4,66 km². Em 2010 a comuna tinha 82 habitantes (densidade: 17,6 hab./km²).